# Bidalapura Amanikere, Devanahalli
Bidalapura Amanikere là một làng thuộc tehsil Devanahalli, huyện Bangalore Rural, bang Karnataka, Ấn Độ.